# Pietro Povero
Pietro Povero (Vercelli, 23 giugno 1899 – Asti, 2 agosto 1967) è stato un calciatore italiano, di ruolo centrocampista o attaccante, attivo soprattutto negli anni '20.
Giocava nel ruolo di ala.